# Impatiens walleriana
Espèce
Classification phylogénétique
Impatiens walleriana, l'Impatiente ou Balsamine de Waller, est une espèce de plante à fleurs de la famille des Balsaminaceae.
C'est une plante herbacée vivace. Elle est cultivée pour la richesse de sa floraison. On l'appelle parfois Balsamine des jardins (ne pas confondre avec Impatiens balsamina portant aussi ce nom vernaculaire).
Elle est originaire de l'Est de l'Afrique et s'est naturalisée en Amérique tropicale (Mexique, États-Unis, Antilles) ainsi que sur la côte est de l'Australie.
Synonymie
- Impatiens episcopi H.J. Veitch
- Impatiens giorgii De Wild.
- Impatiens holstii Engl. & Warb.
- Impatiens lujai De Wild.
- Impatiens petersiana Gilg. ex Grignan
- Impatiens sultani Hook.f.

## Description
Impatiens walleriana est une plante herbacée de 20 à 30 cm de hauteur, qui forme des touffes colorées dans les massifs ou en jardinière. Du printemps à l'automne, elle se couvre de fleurs plates, rondes et délicates, de couleurs variées, parfois bicolores : blanche, rose plus ou moins soutenu, rouge, orange, violette, etc. Cette plante d'été est adaptée à des températures supérieures à 10°C.

## Climat
Elle aime la chaleur et une température minimum de 10 °C.
Elle apprécie les expositions mi-ombre à ensoleillées.
Elle ne supporte pas la sécheresse et doit être arrosée très régulièrement.
Nature du sol/ substrat : mélange terreux légèrement acide, sol drainant mais à bonne capacité de rétention en eau. Attention la plante craint les excès de salinité.

## Floraison
L'époque de floraison va de mai à octobre.
Elle est utilisée principalement en massifs (souvent en couleurs mélangées) mais également en suspensions et en pots.

## Multiplication
Le nom de genre, Impatiens, vient du fruit qui, si vous le touchez à maturité, explose pour envoyer ses graines minuscules jusqu'à un mètre du pied mère. Ainsi, pour "coloniser" une zone de votre jardin, placez-y simplement un récipient d'eau contenant quelques boutures d'impatiente (couper les tiges fleuries). Après, les fleurs apparaîtront et les fruits qui en éclatant naturellement sèmeront pour vous les graines. La nature fera le reste ! De plus, les tiges d'impatiente plongées dans l'eau développeront des racines en quelques jours. Vous n'aurez plus qu'à les replanter en pot ou en pleine terre.